# إيوكاست (قمر)
القمر آيوكاست (بالإنجليزية: Iocaste)‏ المعروف أيضاً باسم المشتري الرابع والعشرين (بالإنجليزية: Jupiter XXIV)‏، هو قمر طبيعي غير نظامي يتحرك بحركة تراجعية تابع لكوكب المشتري.

## اكتشافه
اكتشف القمر فريق من علماء الفلك من جامعة هاواي بقيادة سكوت شيبارد في عام 2000 للميلاد، وتمت تسميته حينها مؤقتاً S/2000 J 3 
و ينتمي هذا القمر إلى مجموعة أنانك التي يعتقد أنها بقايا تفكك شمسي حيث أن جميعها بالتالي لها أصل مشترك.
بعدها تمت تسميته نسبة إلى جوكاستا، والدة وزوجة أوديب حسب الميثولوجيا اليونانية

## خصائصه
يدور هذا القمر حول كوكب المشتري على مسافة متوسطة تبلغ 20723 ميغامتر في 609,427 يوماً، بزاوية ميل يبلغ قدرها 147 درجة في اتجاه (° 146 من خط الاستواء في المشتري) حسب مسير الشمس مع انحراف يبلغ قدره 0,2874.
يبلغ قطر هذا القمر حوالي الخمسة كيلومترات. ، ويظهر القمر بلون رمادي (مرجع اللون بي = 0,63، رف = 0.36)، على غرار الكويكبات من نوع سي.